# Zizi Palha Amorim
Zizi Palha Amorim foi uma pianista e compositora brasileira, presumivelmente nascida em 1885 na cidade de Belém, Pará.

## Biografia
Zizi Palha Amorim compôs peças de caráter popular para piano, incluindo tangos e valsas.

## Obras
- Não É da Sua Conta! (tango)
- Nuvens que Passam (valsa)
- Sonhando (valsa, 1911)